# АЭС Рингхальс
АЭС Рингхальс (швед. Ringhals kärnkraftverk) — крупнейшая атомная электростанция Швеции, состоит из четырёх реакторов, из них три водо-водяных ядерных реактора и один кипящий ядерный реактор.
Расположена на полуострове Варо, в 60 км к югу от Гётеборга, на побережье пролива Каттегат. Общая мощность электростанции — 3560 МВт, генерирует 24 млрд кВт·ч электроэнергии в год, что составляет 20 % всей потребляемой мощности в Швеции.
70 % акций принадлежит Vattenfall и 30 % — E.ON.
23 января 2020 года стало известно, что шведский парламент при перевесе в 1 голос принял решение не перезапускать два блока станции, закрыть два блока до конца 2020 года.

## Информация об энергоблоках
| Энергоблок  | Тип реакторов | Мощность | Мощность | Начало строительства | Подключение к сети | Ввод в эксплуатацию | Закрытие   |
| Энергоблок  | Тип реакторов | Чистый   | Брутто   | Начало строительства | Подключение к сети | Ввод в эксплуатацию | Закрытие   |
| ----------- | ------------- | -------- | -------- | -------------------- | ------------------ | ------------------- | ---------- |
| Рингхальс-1 | BWR           | 854 МВт  | 893 МВт  | 01.02.1969           | 14.10.1974         | 01.01.1976          | 31.12.2020 |
| Рингхальс-2 | PWR           | 813 МВт  | 917 МВт  | 01.10.1970           | 17.08.1974         | 01.05.1975          | 30.12.2019 |
| Рингхальс-3 | PWR           | 1048 МВт | 1102 МВт | 01.09.1972           | 07.09.1980         | 09.09.1981          |            |
| Рингхальс-4 | PWR           | 934 МВт  | 981 МВт  | 01.11.1973           | 23.06.1982         | 21.11.1983          |            |

## ПоставкаТВС-квадраткомпаниейАО «ТВЭЛ»
Компания-владелец станции Vattenfall Nuclear Fuel AB и АО «ТВЭЛ» с 2008 года проводили переговоры о диверсификации поставок ядерного топлива для реакторов АЭС Рингхальс. Контракт на поставку в опытную эксплуатацию нескольких сборок российского производства был подписан в 2011 году. По заявлению президента АО «ТВЭЛ» Ю. А. Оленина от 2016 года сборки продолжают работать на третьем блоке АЭС, их параметры в пределах нормы, отклонений не наблюдалось.
14 декабря 2016 года АО «ТВЭЛ» сообщил о подписании коммерческого контракта на поставку топливных сборок «ТВС-Квадрат». Первые поставки этого топлива намечены на 2021 год. ТВЭЛ станет одним из 3 поставщиков топлива для станции.